# Alfred A. Cohn
Alfred A. Cohn (26 de março de 1880 — 3 de fevereiro de 1951) foi um jornalista e roteirista estadunidense, conhecido por trabalhar em inúmeros filmes da década de 1920 e 1930.

## Prêmios e indicações
- Indicado: Oscar de melhor roteiro adaptado — The Jazz Singer (1927)